# 알렉산다르 티르나니치
알렉산다르 "티르케" 티르나니치(세르비아어: Александар Тирнанић Тирке, 1910년 7월 15일 ~ 1992년 12월 13일)는 세르비아의 전 축구 선수이자 전 지도자로 선수 시절 포지션은 미드필더였다.

## 선수 시절

### 클럽
1927년 OFK 베오그라드에서 선수 활동을 시작하여 10년간 통산 500경기에서 527골을 터뜨리며 유고슬라비아 1부 리그 4회 우승 및 2회 준우승, 1934년 유고슬라비아컵 우승 등에 크게 기여했고 1937년 같은 1부 리그팀인 SK 유고슬라비아로 이적하여 1938년까지 활동했으며 이후 1938년부터 1943년까지 FK 바스크, SK 예딘스트보 베오그라드, 슬로가 베오그라드에서 활동한 뒤 16년간의 프로 생활을 마감했다.

### 국가대표팀
1929년 유고슬라비아 왕국 축구 국가대표팀에 첫 발탁된 이후 이듬해인 1930년 불가리아와의 친선전에서 국제 A매치 데뷔골을 터뜨리며 팀의 6-1 대승에 일조했고 이후 같은 해에 열린 브라질과의 1930년 FIFA 월드컵 본선 2조 1차전에서 득점을 기록하며 팀의 4강 진출의 발판을 마련했다. 그 뒤 1934-35 발칸컵에서 3골을 터뜨리며 팀 우승에 크게 기여했으며 1940년 A매치 통산 50경기 12골의 성적을 남기고 국가대표팀 은퇴를 선언했다.

## 은퇴 이후
1946년부터 1948년까지 유고슬라비아 대표팀의 공동 감독을 맡아 1948년 하계 올림픽 은메달을 이끌었고 1952년부터 1961년까지 세르비아 대표팀의 공동 감독을 다시 맡아 1952년 하계 올림픽 은메달, 1954년 FIFA 월드컵 8강, 1956년 하계 올림픽 은메달, 1958년 FIFA 월드컵 8강, 1960년 하계 올림픽 금메달, UEFA 유로 1960 준우승을 이끌어냈으며 1992년 12월 13일 세르비아 베오그라드에서 82세를 일기로 눈을 감았다.